# Brookside (Colorado)
Brookside es un pueblo ubicado en el condado de Fremont en el estado estadounidense de Colorado. En el año 2010 tenía una población de 233 habitantes y una densidad poblacional de 211,82 personas por km².

## Geografía
Brookside se encuentra ubicada en las coordenadas 38°24′49″N 105°11′27″O / 38.41361, -105.19083.

## Demografía
Según la Oficina del Censo en 2000 los ingresos medios por hogar en la localidad eran de $34,688, y los ingresos medios por familia eran $40,833. Los hombres tenían unos ingresos medios de $33,333 frente a los $26,875 para las mujeres. La renta per cápita para la localidad era de $14,841. Alrededor del 13.7% de la población estaba por debajo del umbral de pobreza.